# Lijst van landgoederen op de Utrechtse Heuvelrug
In deze lijst worden landgoederen en buitenplaatsen op de Utrechtse Heuvelrug opgesomd, gesplitst naar drie gebieden: 
- de Stichtse Lustwarande aan de zuidwestkant
- de Laagte van Pijnenburg in het noorden richting Het Gooi
- de Valleizijde aan de noordoostkant, inclusief het Utrechtse deel van de Gelderse Vallei

## Stichtse Lustwarande
|  |  | - Kasteel Amerongen (Amerongen) - Beek en Royen (Zeist) - Hoog Beek en Royen (Zeist) - Pavia (Zeist) - Beeklust (Zeist) - Beerschoten (De Bilt) - Beukenrode (Doorn) - Blanda (Zeist) - Blikkenburg (Zeist) - Bloemenheuvel (Driebergen) - Bornia (Driebergen) - De Breul (Zeist) - De Brink (Zeist) - Broekbergen (Driebergen) - Broekhuisen (Leersum) - Dartheide (Leersum) - Darthuizerberg (Leersum) - Buitenplaats Dennenburg (Driebergen) - Dijnselburg (Zeist) - Huis Doorn (Doorn) - Doornveld (Doorn) - Drieburg (Driebergen) - Ginkelduin (Leersum) - Hardenbroek (Driebergen) - Heerewhegen (Zeist) - Hoogerwerf (Amerongen) - De Horst (Driebergen) - Kerckebosch (Zeist) - Koelenberg (De Bilt) - Leeuwenburg (Driebergen) - Lommerlust (Zeist) | - Ma Retraite (Zeist) - Landgoed Zonheuvel (Doorn) - Maarten Maartenshuis (Doorn) - Moersbergen (Doorn) - Molenbosch (Zeist) - Molenstein (Driebergen) - Nieuweroord (Zeist) - Nuova (Zeist) - Oranjestein (Amerongen) - De Reehorst (Driebergen) - Remmerstein (Rhenen) - Renswoude (Renswoude) - Rijnwijk (Zeist) - Rijsenburgh (Rijsenburg) - De Ruiterberg (Doorn) - Schaerweijde (Zeist) - Schevichoven (Leersum) - Schoonoord (Doorn) - Sparrendaal (Driebergen) - Sparrenheuvel (Zeist) - 't Spijk (Leersum) - Sterkenburg (Driebergen) - Stuivenes (Rhenen) - Tangh, De (Rhenen) - Valkenburg (Rhenen) - Huize Veldheim (Zeist) - Vollenhoven (De Bilt) - Wallenburg (Austerlitz) - Wayenstein (Amerongen) - Wulperhorst (Zeist) - Zeist, Slot (Zeist) - Zuylenstein (Leersum) |

## Laagte van Pijnenburg
Inclusief Soesterberg e.o.
|  |  | - Berkenstein (Maartensdijk) - Beukenburg (Groenekan) - Birkhoven (Amersfoort) - Drakenburg (Baarn) - Drakensteyn (Lage Vuursche) - Egghermonde (Soesterberg) - Ewijckshoeve (Den Dolder) - Eyckenstein (Maartensdijk) - Groeneveld (Baarn) - Hooge Vuursche, Kasteel de (Baarn) - Houdringe (De Bilt) - Jagtlust (Bilthoven) | - Oostbroek (De Bilt) - De Paltz (Soesterberg) - Landgoed Persijn (Maartensdijk) - Pijnenburg (Soest) - Prins Hendriksoord (Den Dolder) - Rovérestein (Bilthoven) - Rustenhoven (Maartensdijk) - Sandwijck (De Bilt) - Schoonoord (Baarn) - Soestdijk, Paleis (Soestdijk) - Oud Zandbergen (Huis ter Heide) |

## Valleizijde
Inclusief het Utrechtse deel van de Gelderse Vallei
|  |  | - Landgoed Anderstein (Maarsbergen) - Birkhoven (Amersfoort) - De Boom (Woudenberg) - Eijkelenburg (Maarn) - Geerestein (Woudenberg) - Kombos (Maarsbergen) - Heiligenberg (Leusden) - Leusderend (Leusden) - Landgoed Het Hek (Leersum) - onderdeel van Landgoed Scherpenzeel - Heimerstein (Achterberg) - Landgoed De Laan (Overberg) - Lambalgen (Woudenberg) - Lockhorst (Leusden) - Huis te Maarn (Maarn) - Huis Maarsbergen (Maarsbergen) - Nimmerdor (Amersfoort) | - Prattenburg (Rhenen) - Randenbroek (Amersfoort) - Rumelaar (Woudenberg) - Huize 't Stort (Maarn) - Landgoed Stoutenburg (Stoutenburg) - Den Treek-Henschoten (Leusden, Woudenberg, Maarn) - Den Treek (Leusden) - Henschoten (Woudenberg) - De Hoogt (Maarn) |